# Manuel Riera Comella
Manuel Riera Comella (c. 1912-Vic, 3 de marzo de 1993) fue un industrial y político español, alcalde de Vic entre 1941 y 1947.

## Biografía
Era hijo del industrial José Riera Creixans y de Mercedes Comella Almeda. Por vía materna, era nieto de Juan Comella Colom, antiguo oficial de la tercera guerra carlista que se distinguía por su españolismo y su intransigencia tradicionalista y que fue alcalde de Vic durante la dictadura de Primo de Rivera.
Estudió en la Escuela Industrial de Can Batlló. Militante de la Comunión Tradicionalista, durante la guerra civil Manuel Riera desertó del ejército republicano y pasó al bando nacional, donde combatió, probablemente en el Requeté, y resultó herido en la batalla de Teruel. Fue condecorado cuatro veces. Durante la contienda actuó asimismo como chófer de Antonio Correa Veglison, quien sería gobernador civil de Barcelona entre 1940 y 1945. También fueron combatientes tres de sus hermanos, uno de los cuales murió en la defensa de Codo con el Tercio de requetés de Nuestra Señora de Montserrat.
Finalizada la guerra, regresó a Vic, donde formó parte de la primera gestora provisional como segundo teniente de alcalde (1939-1941). Conocido de Correa y viejo amigo del secretario de éste, el también carlista José María Gibernau Bertrán (que había estudiado con él en Can Batlló), el 2 de febrero de 1941 Manuel Riera fue elegido alcalde de la ciudad, cargo que mantuvo hasta el 12 de noviembre de 1947. Durante esos años fue asimismo jefe local de FET y de las JONS y ejerció además como delegado gubernativo comarcal. Inauguró el monumento a los caídos vicenses.
Pidió el cese como alcalde de Vic por cansancio y problemas de salud, aunque, según el historiador Martí Marín Corbera, el motivo real era que, debido a su política sectaria (según denuncias comprobadas por el Gobierno Civil), había perdido el control del consistorio y debía acudir solo con uno o dos gestores a los actos oficiales. Fue sucedido al frente de la alcaldía por Juan Puigcerver Vilaseca, quien procedía igualmente del tradicionalismo.
En 1945 fue condecorado por el papa Pío XII con la Gran Cruz de la Encomienda de San Gregorio el Magno.
Heredó de su padre la empresa cárnica Casa Riera Ordeix, con la que otorgó prestigio al salchichón de Vic.
Estuvo casado con Asunción Roqué Castell, hija del empresario José Roqué Parladé. Su hija María Mercedes Riera Roqué es la actual presidenta de Casa Riera Ordeix.